# Tiber
Tiber (tal. Tevere) je rijeka koja pripada sredozemnom slijevu, a izvire u Apeninima, podno planine Fumaiolo. 
Kratkog je toka, ali je bogata vodom. Stari Rimljani su je koristili za navodnjavanje svojih usjeva, a kasnije su gradili vodovode i odvodnjavali vodu do kupelji i kuća. Nakon proširenja Rima u 13. stoljeću rijeka je dosta zagađena i većina ribljih vrsta je izumrlo. Danas se u rijeku ispuštaju umjetno uzgojene ribe, kako bi se obnovila prirodna fauna rijeke.

## Vanjske poveznice
|  | Zajednički poslužitelj ima još gradiva o temi Tiber |